# Caracol (Haiti)
Caracol (em crioulo, Karakòl), é uma comuna do Haiti, situada no departamento do Nordeste e no arrondissement de Trou du Nord.
De acordo com estimativa de 2012, sua população total é de 7.362 habitantes, a maioria vivendo na zona rural. Caracol foi conhecida por muito tempo como uma vila de pescadores da costa norte do Haiti, e uma das cidades mais pobres do país.

## Características
Situada no norte do arrondissement de Trou du Nord, tem relevo plano e é servida por dois rios: Moreau e Fleurie.
A cidade possui uma prefeitura, uma delegacia, um tribunal e um cemitério. Tem a aparência de uma aldeia. Não há feira regular, estação de rádio ou televisão, nem jornais ou revistas.
Não há rede de eletricidade. A população usa lamparinas, velas e lenha para iluminar as residências à noite. Comunicam-se através de telefone e cartas e o transporte é feito por burro ou cavalo, de moto, pé ou a bordo de "tap-tap".

## Cultura e lazer
Não há praça pública, sala de cinema ou teatro. As pessoas se divertem somente no Natal e na festa da padroeira (7 ou 8 de julho) e se reúnem nos jardins. No Dia Nacional das Crianças, elas cantam, organizam jogos e recebem presentes. Os principais jogos são amarelinha, pipa, ossinho, basquete e futebol. Seu contato com o exterior se dá por carta ou por telefone, geralmente com parentes que emigraram.

## Educação
A cidade possui dez escolas, das quais uma é um jardim de infância, duas são escolas públicas, seis são protestantes e uma é particular. Não há escolas secundárias ou centros de formação profissional. Há ainda alguns centros de alfabetização de adultos. As línguas faladas são o crioulo e o francês.

## Saúde
A cidade possui um pequeno posto de saúde que não atende as necessidades da população: um médico, um enfermeiro, dois auxiliares e quatro agentes de saúde. Em 1999-2000, a população foi atingida por epidemias como sarampo, malária, disenteria e febre tifoide, em virtude da falta de acesso à água potável por parte da população.
A população se alimenta, em média, uma vez por dia, e seu cardápio consiste de cereais, legumes, carnes e peixes.

## Economia
A cidade fica próxima ao mar, o sal é um dos principais produtos da região. O solo é fértil e as principais culturas de pequeno porte são o milho, a ervilha, a mandioca e a banana. Entre as plantas de grande porte, destacam-se a mangueira, o abacateiro, os cítricos e o carvalho.
As principais fontes de renda são a pesca, a pecuária, a agricultura, o pequeno comércio e as transferências recebidas de parentes no exterior. Os animais mais encontrados na cidade são bois, porcos, ovelhas, cabras e aves domésticas. As crianças costumam ajudar os pais na pecuária. A agricultura é realizada em lotes de terra ou em uma grande propriedade.

## Parque industrial
Em 2012, o Parque Industrial de Caracol foi construído em uma área de 246 hectares próxima à vila. O projeto de 300 milhões de dólares inclui uma usina de energia de 10 megawatt, uma estrada, uma estação de tratamento de água, alojamento para trabalhadores nas comunidades vizinhas e a construção de um porto nas proximidades de Fort-Liberté. O parque foi construído com recursos de fundos de assistência a vítimas dos furacões, de um empréstimo do Banco Interamericano de Desenvolvimento, e doações do governo dos Estados Unidos e da Fundação Clinton. O ex-presidente estadunidense Bill Clinton, e sua esposa e secretária de estado dos Estados Unidos, Hillary Clinton, desempenharam um importante papel de apoio e promoção do projeto. O arrendatário principal é a SNH Global, uma subsidiária da Sae-A, uma grande indústria de confecções com sede na Coreia do Sul.
O parque iniciou suas operações no outono de 2012, com uma força de trabalho de 20 mil trabalhadores, que deve ser expandida para 65 mil, o que ampliaria em dez vezes a população da área. Como resultado de um projeto executado após tão pouco tempo de planejamento, graves problemas sociais e ambientais vêm sendo antecipados.